# Kampesteinen
Kampesteinen är ett berg i Antarktis. Norge gör anspråk på området. Toppen på Kampesteinen är 2 420 meter över havet, eller 249 meter över den omgivande terrängen. Bredden vid basen är 2,8 km.
Terrängen runt Kampesteinen är varierad. Trakten är glest befolkad. Det finns inga samhällen i närheten. 